# Chris Guccione
Chris Luke Guccione (Melbourne, 30 de Julho de 1985) é um tenista profissional da Austrália.

## Carreira
Conhecido como The Gooch, Guccione é descendente de pais italianos. Em simples, o australiano possui 4 titulos Challengers na carreira. Já em duplas, conquistou 5 títulos ATP. Sua final mais contudente foi quando bateu Guillermo Cañas no Challenger de Quito de 2006.

## ATP finais

### Simples: 2 (0–2)
| Legenda                           |
| --------------------------------- |
| Grand Slam (0–0)                  |
| Year-End Championships (0–0)      |
| ATP World Tour Masters 1000 (0–0) |
| ATP World Tour 500 Series (0)     |
| ATP World Tour 250 Series (0–2)   |

| Posição | N. | Data            | Torneio                                                     | Piso | Oponente        | Placar             |
| ------- | -- | --------------- | ----------------------------------------------------------- | ---- | --------------- | ------------------ |
| Vice    | 1. | 1 Janeiro 2007  | Next Generation Adelaide International, Adelaide, Austrália | Duro | Novak Djokovic  | 3–6, 7–6(8–6), 4–6 |
| Vice    | 2. | 12 Janeiro 2008 | Medibank International, Sydney, Austrália                   | Duro | Dmitry Tursunov | 6–7(3–7), 6–7(4–7) |

### Duplas: 6 (4–2)
| Legenda                           |
| --------------------------------- |
| Grand Slam (0–0)                  |
| ATP Finals (0–0)                  |
| ATP World Tour Masters 1000 (0–0) |
| ATP World Tour 500 Series (0–0)   |
| ATP World Tour 250 Series (4–2)   |

| Posição | N. | Data             | Torneio                                         | Piso     | Parceiro       | Oponentes                               | Placar                     |
| ------- | -- | ---------------- | ----------------------------------------------- | -------- | -------------- | --------------------------------------- | -------------------------- |
| Campeão | 1. | 11 Julho 2010    | Hall of Fame Tennis Championships, Newport, EUA | Grama    | Carsten Ball   | Santiago González Travis Rettenmaier    | 6–3, 6–4                   |
| Campeão | 2. | 13 Julho 2014    | Hall of Fame Tennis Championships, Newport, EUA | Grama    | Lleyton Hewitt | Jonathan Erlich Rajeev Ram              | 7–5, 6–4                   |
| Campeão | 3. | 20 Julho 2014    | Claro Open Colombia, Bogotá, Colômbia           | Duro     | Sam Groth      | Nicolás Barrientos Juan Sebastián Cabal | 7–6(7–5), 6–7(3–7), [11–9] |
| Vice    | 1. | 27 Setembro 2014 | Shenzhen Open, Shenzhen, China                  | Duro     | Sam Groth      | Jean-Julien Rojer Horia Tecău           | 4–6, 6–7(4–7)              |
| Vice    | 2. | 19 Outubro 2014  | Kremlin Cup, Moscou, Rússia                     | Duro (i) | Sam Groth      | František Čermák Jiří Veselý            | 6–7(2–7), 5–7              |
| Campeão | 4. | 27 Junho 2015    | ATP de Nottingham, Nottingham, Reino Unido      | Grama    | André Sá       | Pablo Cuevas David Marrero              | 6-2, 7-5                   |

## Grand Slam Performance em Simples
| Torneio           | 2004 | 2005 | 2006 | 2007 | 2008 | 2009 | 2010 | 2011 | 2012 | V-D  |
| ----------------- | ---- | ---- | ---- | ---- | ---- | ---- | ---- | ---- | ---- | ---- |
| Australian Open   | 2R   | 1R   | 1R   | 1R   | 1R   | 2R   | A    | Q1   | Q1   | 2–6  |
| Aberto da França  | 2R   | A    | 1R   | 2R   | A    | Q1   | Q1   | Q1   | A    | 2–3  |
| Wimbledon         | A    | A    | A    | 2R   | 1R   | Q1   | Q1   | Q3   | A    | 1–2  |
| US Open           | A    | A    | A    | 1R   | 2R   | 1R   | Q1   | Q1   | A    | 1–3  |
| Vitórias-Derrotas | 2–2  | 0–1  | 0–2  | 2–4  | 1–3  | 1–2  | 0–0  | 0–0  | 0–0  | 6–14 |

## Grand Slam Performance em duplas
| Torneio          | 2004 | 2005 | 2006 | 2007 | 2008 | 2009 | 2010 | 2011 | 2012 | 2013 | 2014 | V-D   |
| ---------------- | ---- | ---- | ---- | ---- | ---- | ---- | ---- | ---- | ---- | ---- | ---- | ----- |
| Australian Open  | 1R   | 1R   | 1R   | 1R   | 1R   | 3R   | A    | 3R   | 1R   | 1R   | 1R   | 4–10  |
| Aberto da França | A    | A    | A    | A    | 1R   | A    | 1R   | 2R   |      |      |      | 1–3   |
| Wimbledon        | A    | A    | A    | A    | A    | 2R   | 3R   | 2R   | 3R   | 2R   |      | 7–5   |
| US Open          | A    | A    | A    | A    | A    | QF   | 1R   | A    |      | 2R   |      | 4–3   |
| V-D              | 0–1  | 0–1  | 0–1  | 0–1  | 0–2  | 6–3  | 2–3  | 4–3  | 2–2  | 2–3  | 0–1  | 16–21 |